# Бургундский соус
Бургундский соус (фр. Sauce bourguignonne) – соус французской кухни, на основе красного вина с репчатым луком или луком-шалотом, букетом гарни (петрушка, тимьян и лавровый лист), уваренный, процеженный, и смешанный с соусом эспаньоль или демиглас. Непосредственно перед подачей его поливают сливочным маслом и слегка приправляют кайенским перцем. Как и во все соусы из красного вина, во время приготовления в него могут добавлять грибы, чтобы обогатить вкус .
Когда соус используется для сопровождения запечённого мяса или птицы, он готовится непосредственно в сотейнике, в котором эти продукты готовились. Лук репчатый или лук-шалот обжаривают на сковороде и добавляют красное вино, которое используется для растворения и включения остатков от приготовления мяса. Лук также можно приготовить одновременно с мясом .